# Kirchheim (Bajo Rin)
Kirchheim es una localidad y comuna francesa, situada en el departamento de Bajo Rin en la región de Alsacia.

## Demografía
| 319 | 321 | 439 | 438 | 499 | 513 |
| Para los censos de 1962 a 1999 la población legal corresponde a la población sin duplicidades (Fuente: INSEE [Consultar]) |     |     |     |     |     |

## Patrimonio
- Iglesia de la Sainte-Trinité, siglos XII y XIX, con un órgano Stiehr de 1850.

## Personajes célebres
- Dagoberto II, dispuso de una residencia en Kirchheim